# Gesprengte Ketten
Gesprengte Ketten ist ein 1962 in Süddeutschland entstandener US-amerikanischer Kinofilm. Er handelt von einem Massenausbruch aus einem deutschen Kriegsgefangenenlager während des Zweiten Weltkriegs. Die Geschichte beruht auf einer wahren Begebenheit. Grundlage für das Drehbuch war das Buch The Great Escape von Paul Brickhill. 1988 wurde mit Gesprengte Ketten – Die Rache der Gefangenen eine Fortsetzung für das Fernsehen produziert.
Die Filmproduktionsfirma Mirisch Corporation produzierte den Film für den Filmverleih United Artists.

## Inhalt
Eine Gruppe alliierter Kriegsgefangener – vorwiegend Offiziere der Luftstreitkräfte, die wiederholt Ausbruchsversuche unternommen hatten – wird 1944 ins Stalag Luft III eingeliefert, ein neues und als besonders ausbruchssicher geltendes Lager. Kaum angekommen, versuchen sich die „Profis“ bereits wieder in neuen Fluchtversuchen, die jedoch alle misslingen. So beschließen Amerikaner und Briten zusammen und unter Führung des Briten Squadron Leader Roger Bartlett, genannt Big X, eine großangelegte Flucht durch selbstgegrabene Tunnel. Insgesamt werden drei Tunnel gegraben – für den Fall, dass einer entdeckt werden sollte – und mit „Tom“, „Dick“ und „Harry“ bezeichnet. Die Gruppe wird von mehreren Spezialisten unterstützt. Flight Lieutenant Bob Hendley – „der Schnorrer“ – besorgt die gewünschten Gegenstände, egal ob Kamera, Textilien oder offizielle Papiere. Officer Louis Sedgwick – „der Handwerker“ – stellt Grabwerkzeuge sowie ein Belüftungssystem für die Tunnel her. Die beiden Flight Lieutenants Danny Valinski und William Dickes – „die Tunnelkönige“ – sind für das Graben der Tunnel verantwortlich. Lieutenant Sandy MacDonald – „das Gehirn“ – überwacht das Lager, beschafft Informationen und fungiert als Bartletts Berater. Lieutenant Commander Eric Ashley-Pitt von der Royal Navy – „der Verteiler“ – erarbeitet ein Verfahren, den Erdschutt aus den Tunnelgrabungen heimlich auf dem Lagergelände zu verstreuen. Flight Lieutenant Griffith fungiert als „der Schneider“ und stellt aus den ergatterten Textilien zivile und militärische Kleidungsstücke her. Flight Lieutenant Dennis Cavendish – „der Vermesser“ – ist für die Karten und Vermessung verantwortlich. Haynes und Nimmo sind für die Ablenkungen verantwortlich. Lieutenant Colin Blythe – „der Fälscher“ – fälscht Dokumente und Ausweise. Wegen der schwierigen Arbeiten bei Kerzenlicht erblindet er fast durch eine fortschreitende Kurzsichtigkeit.
USAAF Captain Virgil Hilts – „der Bunkerkönig“ – verärgert die Wachen mit häufigen Fluchtversuchen und allgemeiner Respektlosigkeit. Hilts und Flying Officer Archibald Ives – „der Maulwurf“ – planen einen Ausbruch. Sie wollen sich nachts in einem toten Winkel an den Zaun heranschleichen und einen kleinen Tunnel graben, der sie in Freiheit bringen soll. Die Idee wird Group Captain Rupert Ramsey, Bartlett und Macdonald vorgetragen. Diese stimmen dem zu, denn jeder unabhängige Fluchtversuch würde vom großen, kollektiven Fluchtversuch ablenken. Jedoch werden Hilts und Ives während ihres Fluchtversuchs wieder gefangen genommen und zur Strafe für mehrere Tage in den „Bunker“ gesperrt. Während Hilts die Verhaftung gelassen sieht, belastet diese Ives, da er nach vier Jahren Gefangenschaft einen starken Freiheitsdrang spürt. Nach der Freilassung aus dem „Bunker“ fordert Bartlett Hilts zu einer erneuten Flucht auf, allerdings nur unter der Prämisse, die Umgebung des Gefangenenlagers zu erkunden – insbesondere die umliegenden Orte, Straßen, Polizeiwachen, Straßensperren und den kürzesten Weg zum nächsten Bahnhof – um sich danach freiwillig zu stellen. Hilts lehnt den Vorschlag ab und bereitet mit den anderen Gefangenen die Feier zum amerikanischen Unabhängigkeitstag vor. Unterdessen freundet Hendley sich mit dem Wächter Werner an, was er allerdings dafür nutzt, Dokumente zu stehlen und für seine Kameraden Gegenstände zu schmuggeln.
Auf Befehl Bartletts werden die Arbeiten an den Tunneln Dick und Harry vorübergehend geschlossen. Durch Zufall wird der dritte angelegte Tunnel (Tom) bei einer Barackendurchsuchung am amerikanischen Unabhängigkeitstag von der Lagerleitung entdeckt. Ives, mit dem Bewusstsein traumatisiert, dass sich eine Hoffnung auf Freiheit zerschlagen könnte, versucht, durch Überklettern des Lagerzauns zu flüchten, wobei er von Wachposten erschossen wird. Die Gefangenen planen daher nach Fertigstellung gefälschter Dokumente sowie ziviler Kleidung die Flucht durch den zweiten Tunnel Harry. Hilts verpflichtet sich, die Umgebung des Lagers zu erkunden und stellt sich danach freiwillig den deutschen Soldaten. Die Informationen, die er erlangt, werden für die benötigten Fluchtkarten verwendet. Der Tunnel Harry erweist sich bei der Flucht jedoch als zu kurz, so dass die Flüchtlinge etwa sechs Meter über eine vom Wachturm beleuchtete Wiesenfläche fliehen müssen. So wird der Ausbruch, als er bereits in vollem Gange ist, von den Wärtern bemerkt. Es gelingt nur 76 von 250 zum Ausbruch bereitstehenden Männern die Flucht aus dem Kriegsgefangenenlager. Danach zeigt der Film in kurzen Sequenzen die Flucht der Entflohenen durch halb Europa.
Sie endet jedoch nur für drei der Flüchtigen erfolgreich. Valinski und Dickes stehlen ein Ruderboot und rudern flussabwärts zum Seehafen, wo sie an Bord eines schwedischen Handelsschiffs gehen. Sedgwick klaut ein Fahrrad und versteckt sich später im Waggon eines Güterzuges, der nach Frankreich fährt, wo er auf Mitglieder des französischen Widerstands trifft, die ihm dabei helfen, nach Spanien zu flüchten. Die meisten werden jedoch aufgrund ihrer gefälschten Papiere und anderer Unstimmigkeiten von der Gestapo aufgegriffen oder getötet. Hendley und Blythe stehlen ein Flugzeug und wollen in die neutrale Schweiz fliegen, doch wegen eines Motorschadens müssen sie notlanden. Blythe wird auf einer Anhöhe erschossen, während Hendley sich seinem Schicksal ergibt und festgenommen wird. Bartlett wird auf einem Bahnhof von Gestapo-Agent Kuhn identifiziert, doch Ashley-Pitt überwältigt und erschießt ihn mit dessen eigener Waffe, damit Bartlett und sein Begleiter MacDonald flüchten können. Ashley-Pitt wird noch auf dem Bahnhof von einem Soldaten erschossen. Bartlett und MacDonald werden später von der Gestapo erkannt und festgenommen, während sie in einen Bus einsteigen wollen: MacDonald macht einen fatalen Fehler, als er einem Gestapomann auf dessen auf Englisch gewünschtem „Good luck!“ (deutsch: „Viel Glück!“) auf Englisch antwortet; ein Fehler, vor dem er Untergebene zuvor im Training selbst eindringlich gewarnt hatte. Hilts stiehlt ein Motorrad und fährt bis zur deutsch-schweizerischen Grenze, er wird jedoch von deutschen Soldaten verfolgt. An der Grenze angekommen, springt er mit der Maschine über die erste Grenzbefestigung, allerdings verfängt er sich am Stacheldraht der zweiten Grenzbefestigung und wird festgenommen. 50 Flüchtlinge, darunter auch Bartlett, MacDonald, Cavendish und Haynes, werden auf dem vermeintlichen Weg zurück in das Gefangenenlager, nachdem man sie für eine Pause von den Lkws absitzen lässt, mit einem Maschinengewehr erschossen. Nur wenige Ausbrecher, wie Hendley und Hilts, finden sich im Lager wieder ein. Dem Lagerkommandanten von Luger wird die Befehlsgewalt von der Waffen-SS entzogen, da er den Ausbruch aus dem Gefangenenlager nicht verhinderte.

## Synchronisation
Die deutsche Fassung entstand bei der Ultra Film Synchron GmbH in München.
| Darsteller           | Rolle                            | Synchronsprecher    |
| -------------------- | -------------------------------- | ------------------- |
| Steve McQueen        | Captain Virgil Hilts             | Klaus Kindler       |
| James Garner         | Captain Bob Hendley              | Holger Hagen        |
| Richard Attenborough | Roger Bartlett                   | Paul Klinger        |
| Charles Bronson      | Danny Valinski                   | Gernot Duda         |
| Donald Pleasence     | Lieutenant Colin Blythe          | Wolfgang Büttner    |
| James Coburn         | Officer Louis Sedgwick           | Helmo Kindermann    |
| Gordon Jackson       | Lieutenant Sandy MacDonald       | Manfred Andrae      |
| Hannes Messemer      | Oberst von Luger                 | Hannes Messemer     |
| Angus Lennie         | Officer Archibald Ives           | Klaus Schwarzkopf   |
| James Donald         | Group Captain Rupert Ramsey      | Thomas Reiner       |
| Robert Graf          | Werner                           | Robert Graf         |
| Harry Riebauer       | Hauptfeldwebel Strachwitz        | Harry Riebauer      |
| David McCallum       | Eric Ashley-Pitt                 | Gerhart Lippert     |
| John Leyton          | Flight Lieutenant William Dickes | Horst Raspe         |
| Nigel Stock          | Flight Lieutenant Cavendish      | Christian Marschall |
| Robert Freitag       | Hauptmann Posen                  | n.n.                |
| Hans Reiser          | Herr Kuhn                        | Hans Reiser         |
| Heinz Weiss          | Kramer                           | Heinz Weiss         |
| William Russell      | Sorren                           | n.n.                |

## Darstellung
Mehr als ein Dutzend Schauspieler von Weltruf spielten mit. Unter ihnen waren Steve McQueen (der Bunkerkönig, nach Erlebnissen von Alvin W. Vogtle), Richard Attenborough (Big X), Charles Bronson (der Tunnelkönig), Donald Pleasence (der Fälscher), James Coburn (der Handwerker), David McCallum, Gordon Jackson (das Gehirn), James Donald (Lagerältester) und James Garner (der Schnorrer). An deutschen Schauspielern waren Hannes Messemer (der Kommandant), Robert Graf (das Frettchen) und Heinz Weiss vertreten. Der Film enthält sowohl humoristische Einlagen über das Lagerleben und die Überlistung der Wachmannschaft als auch tragische Elemente, etwa die Erblindung des Dokumentenfälschers und die Ermordung der wieder gefassten alliierten Soldaten durch die Gestapo.

## Produktionsgeschichte
Alle Innenaufnahmen des Films entstanden in den Bavaria Studios bei München. Das Gefangenenlager, das im Film zu sehen ist, wurde im direkt an die Studios angrenzenden Perlacher Forst errichtet. Der Schlussteil des Films – die Flucht durch Europa – wurde im Allgäu, in Füssen, bei Pfronten, Hopfen am See und bei Schwangau, mit Beteiligung der einheimischen Bevölkerung gedreht. Die Zug- und Bahnszenen filmte man auf der Bahnstrecke München–Lenggries, am Bahnhof Deisenhofen, am Bahnhof Füssen und auf Bahnstrecken in der Nähe von Markt Schwaben. Die Notlandung des Flugzeugs von Hendley und Blythe wurde in der Nähe von Frauenried/Irschenberg gedreht.
Die deutsche Erstaufführung war am 29. August 1963.
Parallel zum Film veröffentlichte man den für den Film komponierten Great Escape March in einer von John Leyton gesungenen Version auf Single. Die ebenfalls von dem englischen Sänger und Schauspieler interpretierte deutschsprachige Coverversion erschien unter dem Titel Eine kann meine nur sein (Text: Kurt Hertha).

## Historisches

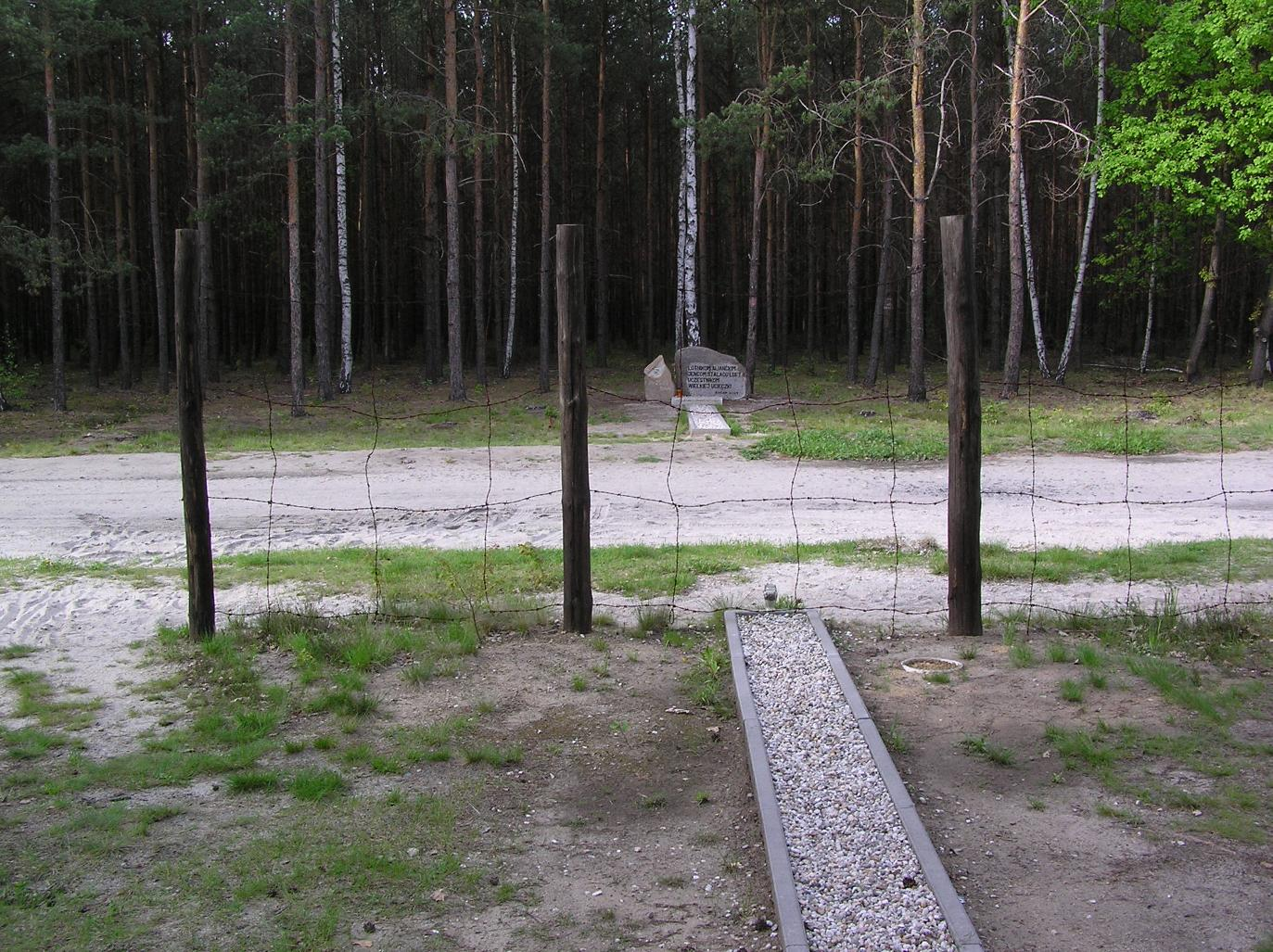
Ende des „Harry“-Tunnels vor dem Waldrand

Der Film beruht auf einer wahren Begebenheit. Jedoch hat sich die echte Flucht nicht, wie im Film dargestellt, bei sommerlichen, sondern bei winterlichen Wetterbedingungen mit Eis und Schnee ereignet. Sie fand in Wirklichkeit in der Nacht vom 24. auf den 25. März 1944 im Stammlager „Stalag Luft III“ im niederschlesischen Sagan, etwa 160 km südöstlich von Berlin, statt. Anders als im Film waren keine US-Amerikaner unter den Flüchtenden. Zahlreiche weitere Details wurden für den Film geändert.
Im Film setzt Hilts einen deutschen Soldaten für die Übernahme seines Motorrads außer Gefecht, Ashley-Pitt tötet Kuhn, einen Gestapo-Offizier, als er Bartlett erkennt, der an einem Bahnhof darauf wartet, einen Gestapo-Kontrollpunkt zu passieren, und Hendley schlägt einen deutschen Wachmann auf einem Flugplatz nieder. Sedgwick wird Zeuge der Tötung von deutschen Offizieren in einem französischen Café durch den französischen Widerstand. Tatsächlich wurde kein deutsches Personal von den echten Ausbrechern getötet oder verletzt.
Donald Pleasence konnte bei seiner Darstellung auf eigene Erfahrungen als Kriegsgefangener in einem Stalag zurückgreifen: Am 31. August 1944 war die Avro Lancaster NE112, in der er als Funker und Richtschütze der 166. Squadron des RAF Bomber Command an fast 60 Einsätzen teilnahm, bei einem Angriff auf deutsche Stellungen in Agenville abgeschossen worden. Pleasence überlebte den Absturz, geriet in Gefangenschaft und war bis zum Kriegsende im Kriegsgefangenenlager der Luftwaffe Stalag Luft I in Barth interniert.

## Rezeptionen
Die Produktionskosten betrugen 4 Millionen US-Dollar. Der Film spielte allein in den USA rund 11,7 Millionen US-Dollar ein und wurde zu einem der erfolgreichsten Filme des Jahres 1963. Er gilt bis heute als einer der bedeutendsten Kriegsfilme.

### Kritiken
Gesprengte Ketten wurde von den Kritikern sehr positiv aufgenommen und erreichte bei Rotten Tomatoes, basierend auf 45 Kritiken, eine Bewertung von 93 Prozent. Zusammenfassend heißt es dort: „Mit einem tadellos langsamen und geduldvollen Handlungsaufbau sowie einem Ensemble für die Ewigkeit, ist Gesprengte Ketten ein spannender Filmklassiker.“ In der IMDb ist er seit Erstellen der Liste der Top 250 Filme ständig vertreten und belegt aktuell Platz 155 (Stand: 11. Februar 2024).

„Hervorragend fotografierter und inszenierter Thriller um einen Massenausbruch alliierter Kriegsgefangener von John Sturges. Auch wenn dieser Film […] seine Längen hat, die gekonnte Machart und die brillante Besetzung machen dies wett. Besonders gelungen: die Sequenz, in der Steve McQueen in halsbrecherischer Motorrad-Fahrt von den Nazis gejagt wird.“

„Vorzüglich besetzt und mit viel Routine inszeniert, ist der Film in erster Linie an den Spannungselementen des Stoffes interessiert.“

Die Filmbewertungsstelle Wiesbaden verlieh der Produktion das Prädikat wertvoll.

### Filmzitate
- Shaun das Schaf: In der Folge 20 Der große Ausbruch werden der Tunnelbau und die Filmmusik als Zitat verwendet.
- Top Secret!: Gegen Ende des Films springt Nick, gespielt von Val Kilmer, mit einem Motorrad über einen Stacheldrahtzaun um in das deutsche Straflager zu gelangen. Die gesamte Szene spielt auf den Versuch von Steve McQueen an, mit dem Motorrad über die Grenze in die Schweiz zu entkommen, was ihm jedoch misslingt.
- Chicken Run – Hennen rennen: Auch in diesem Film wird die Thematik aufgegriffen und mit Knetfiguren umgesetzt.
- Die Simpsons: In Episode 2 der Staffel 4 A Streetcar Named Marge wird der Film parodiert, vor allem in den Szenen mit Steve McQueen als „Bunkerkönig“ (mit der Originalmusik).
- 3 Engel für Charlie (Originaltitel: Charlie’s Angels): Der gefangene Bosley wird in einer Szene mit Baseball-Handschuh und Baseball dargestellt und erinnert so in seiner Zelle an den „Bunkerkönig“ Virgil Hilts.
- In Quentin Tarantinos Film Once Upon a Time in Hollywood aus dem Jahr 2019 sieht man eine Szene aus Gesprengte Ketten, in der statt Steve McQueen der von Leonardo DiCaprio gespielte Rick Dalton agiert.

### Auszeichnungen und Nominierungen
Academy Awards
- 1964: Nominierung in der Kategorie Bester Schnitt

Golden Globe Awards
- 1964: Nominierung in der Kategorie Bester Film – Drama

Internationales Filmfestival Moskau
- 1963: Auszeichnung in der Kategorie Bester Darsteller für Steve McQueen
- 1963: Nominierung in der Kategorie Bester Film (Goldene St. Georg)

Laurel Awards
- 1964: Zweiter Platz in der Kategorie Bestes Drama.
- 1964: Zweiter Platz in der Kategorie Beste Action Performance für Steve McQueen
- 1964: Vierter Platz in der Kategorie Beste Action Performance für James Garner

National Board of Review
- 1963 Auszeichnung in der Kategorie Top-Ten-Filme

Writers Guild of America Award
- 1963: Nominierung in der Kategorie Best Written Drama (Screenplay Adaptation) für James Clavell und W. R. Burnett

## Filmfehler
Viele der gezeigten Militärfahrzeuge der deutschen Wehrmacht tragen Kennzeichen mit dem Schriftbild nach DIN 1451, die in der Bundesrepublik Deutschland erst ab 1956 zum Einsatz kamen.
Die Wagen des Zuges, den ein Teil der flüchtenden Kriegsgefangenen aus dem Bahnhof Neustadt benutzt, sind mit der Aufschrift der ehemaligen Deutschen Bundesbahn versehen, die zum Zeitpunkt der Flucht noch gar nicht existierte. Auf dem Ankunftsbahnhof erkennt man deutlich die schwache Übermalung zur Deutschen Reichsbahn, die zu dieser Zeit jedoch ein anderes Logo verwendete.

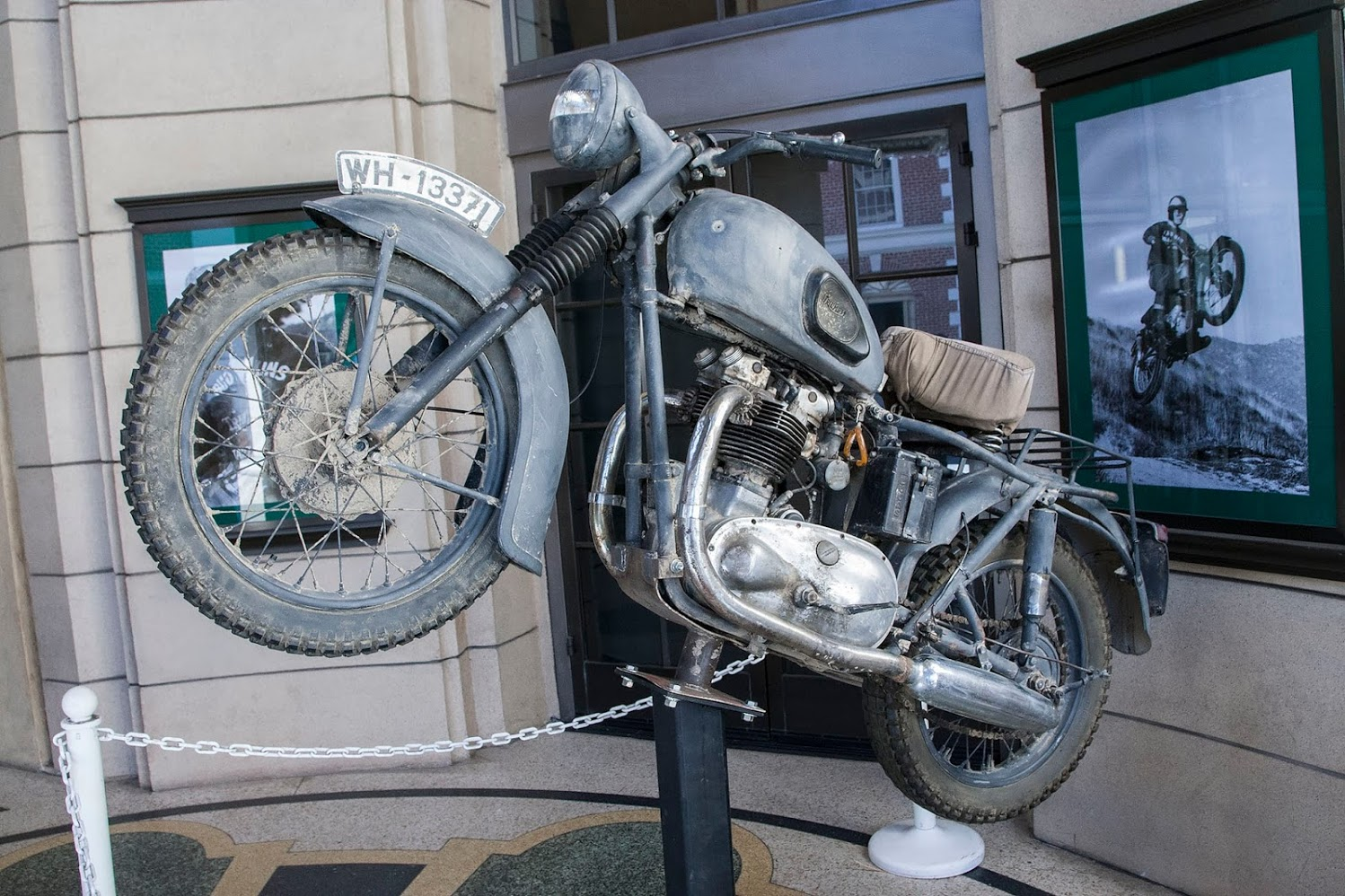
Das modifizierte Triumph-Motorrad TR6 Trophy, welches im Film zu sehen ist

Das von Virgil Hilts geklaute Motorrad eines Wehrmachtssoldaten war eine modifizierte TR6 Trophy, ein Modell aus dem Jahr 1961 vom britischen Motorradhersteller Triumph Motorcycles. Das Motorrad, mit dem er dann so spektakulär über die Grenzbefestigung springt, hat eine stark verbesserte Federung und einen verstärkten Blockmotor. Angesichts der Stunts ist es verständlich, dass für die Szenen keine Zündapp oder BMW mit Starrrahmen genommen wurde, was zeitgemäß gewesen wäre. Zudem trägt Hilts eine Armbanduhr vom Typ Rolex Submariner, die erst deutlich nach dem Zweiten Weltkrieg hergestellt wurde.
In der Szene, in der Virgil Hilts mit dem gestohlenen Motorrad zum ersten Mal auf deutsche Soldaten trifft, nach dem Soldbuch gefragt wird und sich dann aus dem Staub macht, ist ein Wegweiser zu sehen. Dort sind folgende Städte und Entfernungen zu sehen: Reutte/Tirol 21 km (nach rechts), Basel 124 km (nach links), Ravensburg 98 km (nach rechts). Es gibt keinen Ort, von dem aus alle drei genannten Entfernungsangaben richtig sind.
Und schließlich handelt es sich bei dem Omnibus, in den Bartlett und MacDonald auf der Flucht steigen wollen, um einen Mercedes-Benz O 3500. Diese Type wurde aber erst ab Ende 1949 gefertigt.

## Videospiele
Es sind zwei Videospiele auf Basis des Films veröffentlicht worden.
- 1986 wurde von Ocean Software das Computerspiel The Great Escape für die Heimcomputer ZX Spectrum, Commodore 64, Amstrad CPC sowie das Betriebssystem MS-DOS veröffentlicht.
- Im Jahre 2003 erschien für die PlayStation 2, die Xbox und Windows-PC ebenfalls ein Videospiel unter dem Titel The Great Escape. Darin steuert der Spieler den Leveln entsprechend einen von vier verschiedenen Hauptfiguren: Captain Virgil Hilts (Steve McQueen), Lieutenant Sandy McDonald (Gordon Jackson), Flying Officer Louis Sedgwick (James Coburn) und Flight Lieutenant Bob Hendley (James Garner). Es gibt aber noch viele weitere Charaktere aus dem Film, die der Spieler aber nicht steuern kann.
- In dem Spiel Metal Gear Solid 3: Snake Eater (veröffentlicht 2006 für die PS2) nannte sich der Leiter der Mission, Major Zero, zunächst einmal in Major Tom um. Nachdem die erste Mission aufgrund des Spielinhalts misslungen war, änderte er seinen Namen wieder in Major Zero und glaubte dabei, dass es Unglück gebracht habe, weil der Tunnel Tom vor seiner Fertigstellung entdeckt wurde. Er war ein großer Fan von Bond- und Kriegsfilmen.